# Rainer Jakobi
Rainer M. Jakobi (* 1958) ist ein deutscher Altphilologe.

## Leben
Rainer Jakobi studierte ab 1977 Klassische Philologie und Geschichte an der Universität Bonn. 1986 wurde er bei Otto Zwierlein mit der Dissertation Der Einfluß Ovids auf den Tragiker Seneca promoviert. Von 1987 bis zu seiner Habilitation 1993 mit der Schrift Die Kunst der Exegese im Terenzkommentar des Donat arbeitete er als Wissenschaftlicher Assistent in Bonn. Bereits kurz nach der Habilitation wurde er am 27. Mai 1993 auf eine C4-Professur für Klassische Philologie (Schwerpunkt Latinistik) an die Universität Halle berufen, wo er seither in Lehre und Forschung aktiv ist. Mit Ablauf des Sommersemesters 2024 ist er in den Ruhestand getreten.
Rainer Jakobi ist verheiratet und hat zwei erwachsene Kinder.